# Sage von der Unverweslichen Hand

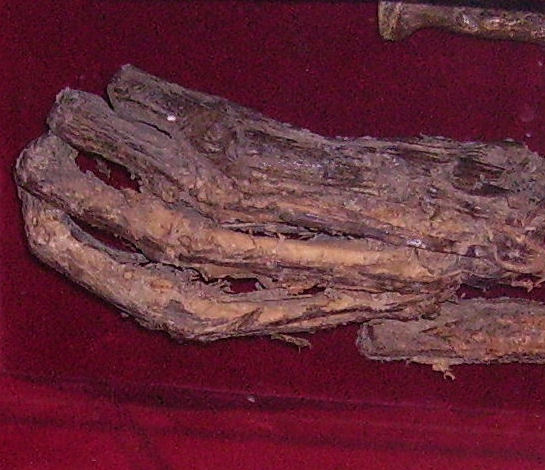
Großaufnahme

Die Sage von der Unverweslichen Hand hat ihren Ursprung in der nordpfälzischen Kleinstadt Eisenberg (Rheinland-Pfalz), wo der Gegenstand der Sage um einen Meineid in einem Schaukasten gezeigt wird.

## Hintergrund

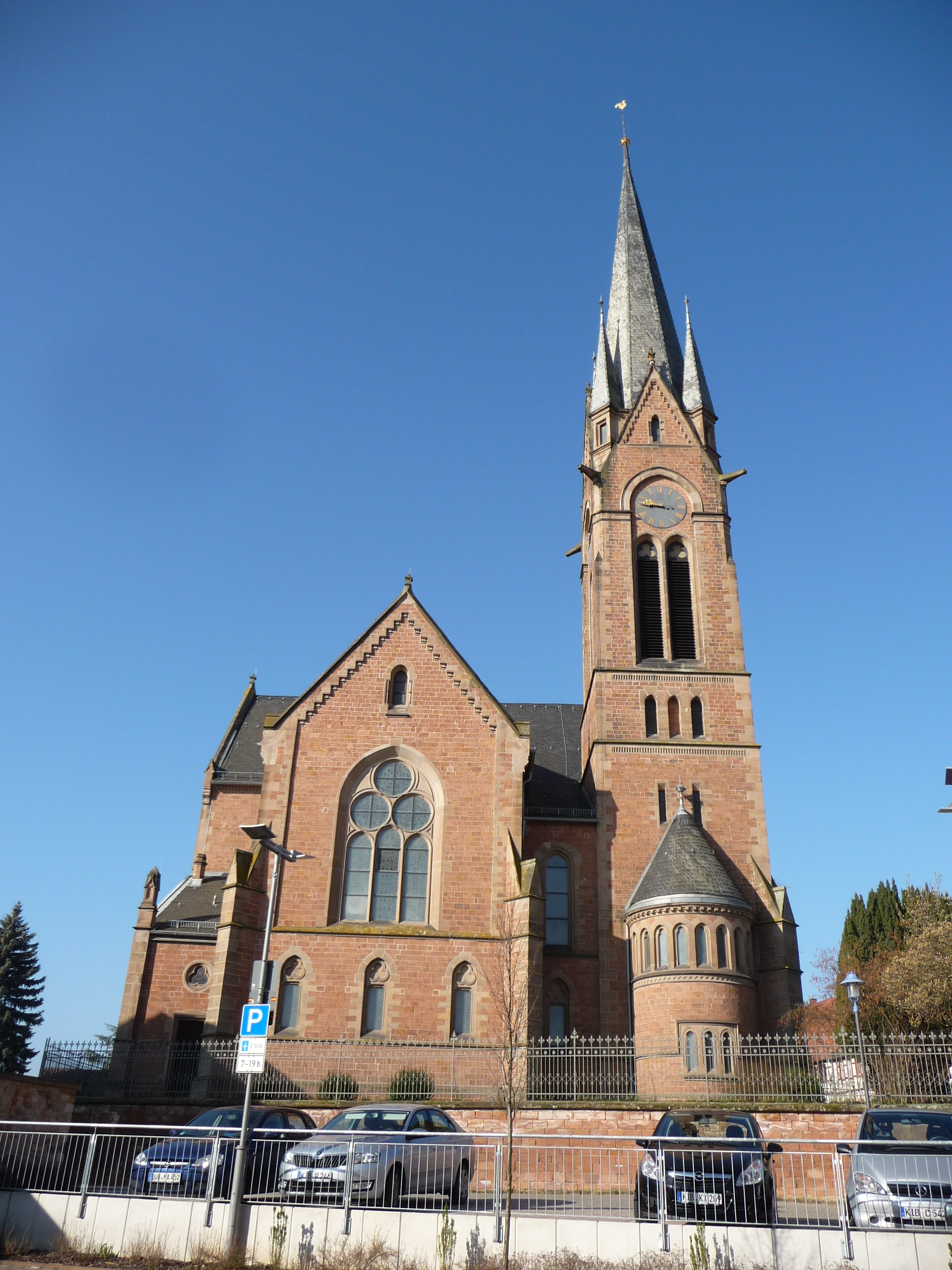
Protestantische Kirche Eisenberg

Die sogenannte Unverwesliche Hand, Eisenberger Schwurhand oder Schwörhand zu Eisenberg wird in einem Schaukasten präsentiert, der im Eingangsbereich der protestantischen Kirche aufgestellt ist. Eine gerahmte Abschrift der Sage ist dem Schaukasten beigesellt.
Die Kirche wurde von 1898 bis 1900 in neugotischem Stil erbaut, das Ausstellungsstück wurde allerdings bereits Mitte des 19. Jahrhunderts in der Vorgängerkirche gezeigt. Schon damals ging man im Hinblick auf das Alter des Objekts von „grauen Zeiten“ aus. Wie das Alter ist auch die Herkunft nicht bekannt.

„In der Kirche zu Eisenberg steht ein Schrank, der zur Aufbewahrung des Bahrtuches dient. In diesem Schrank befindet sich ein Kästchen, welches einen menschlichen Vorderarm nebst der rechten Hand enthält. Das Fleisch ist vermodert, Knochen und Sehnen sind noch vorhanden. Die Armknochen sind mit einer Schnur umwunden, um sie zusammenzuhalten, der Daumen hängt an einer Sehne herab, der kleine und der Goldfinger sind in die Hand eingeschlagen, der Mittel- und Zeigefinger scheinen mehr gerade zu stehen.“

Es handelt sich um die mumifizierten Überreste einer rechten menschlichen Hand. Der Daumen fehlt gänzlich wie auch die Endglieder von Zeige-, Mittel- und Ringfinger, der kleine Finger ist vollständig vorhanden. An den Handwurzelknochen hängt ein Stück der Elle. Zwei separate Knochen enthält der Schaukasten zusätzlich. Bei ihnen scheint es sich um vollständige Ellenknochen zu handeln, die demzufolge von mindestens einer weiteren Person stammen müssen.

## Sage

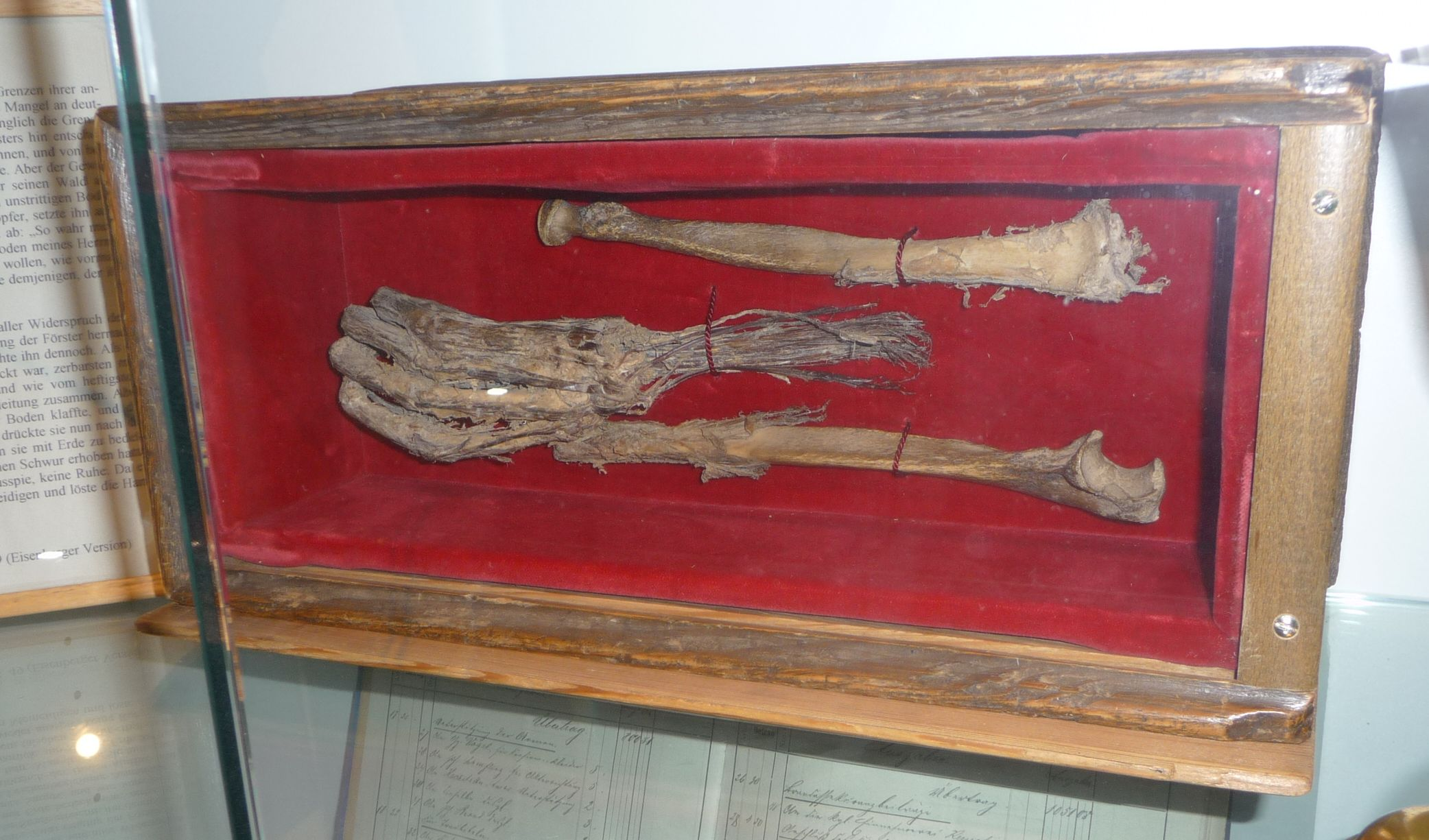
Schaukasten
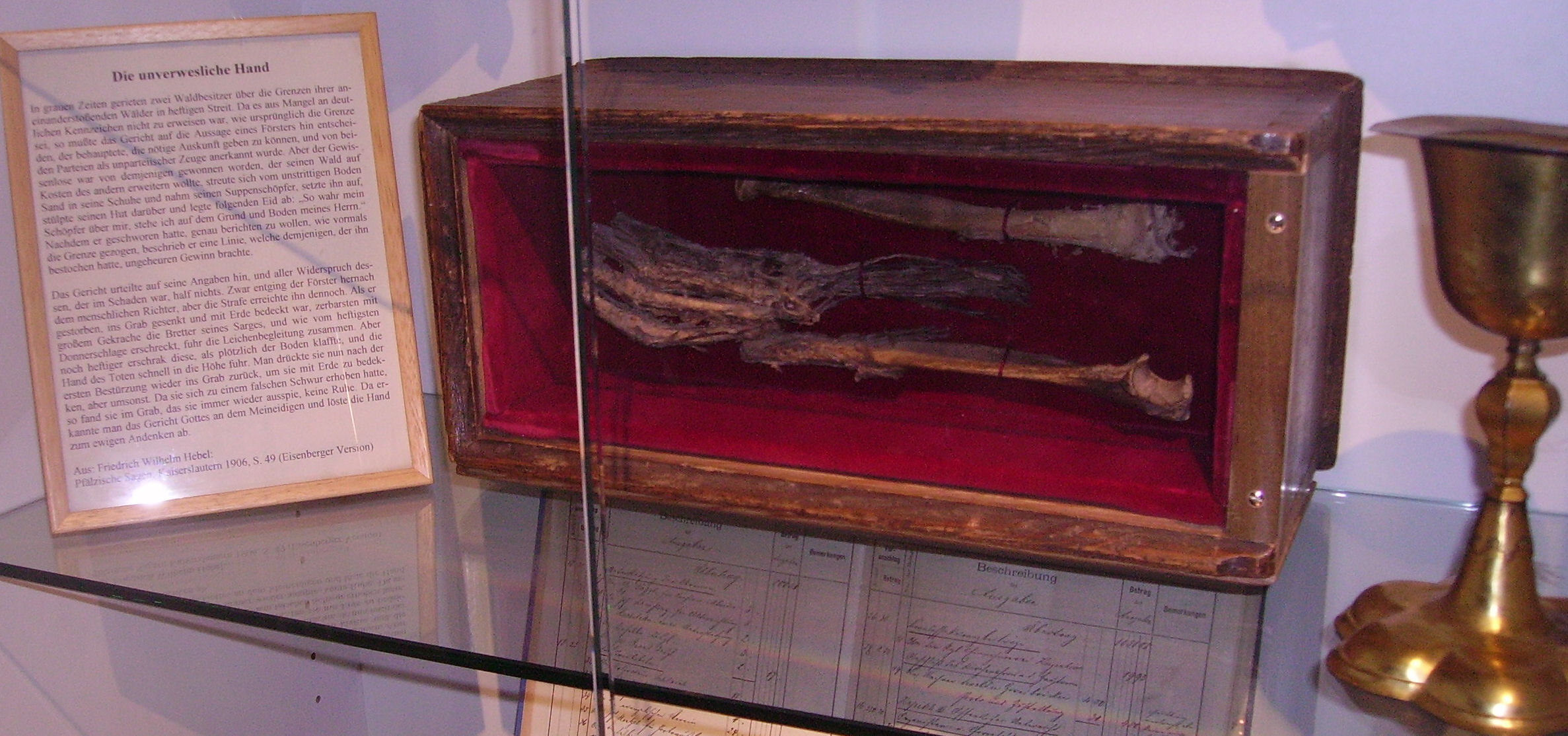
Erläuterungstafel links daneben

Der Theologe und Schriftsteller Johann Schiller (1812–1886) berichtet 1853 in seinem Volkskalender Der Sickinger Bote:
Zwei Waldbesitzer in der Gegend von Eisenberg, das im nördlichen Pfälzerwald am Ostrand des Stumpfwalds liegt, stritten über die Grenzen ihrer Forstreviere und zogen vor Gericht. Dort wurde als sachkundiger Zeuge ein Förster gehört. Weil dieser von einem der beiden Prozessbeteiligten bestochen worden war, sagte er falsch aus und schwor sogar einen Meineid zu Ungunsten des rechtmäßigen Eigentümers. Der Sieger des Rechtsstreits aber zog daraus „ungeheuern Gewinn“.
Nach dem Tod des Försters kam es bei der Beerdigung zu einem unheimlichen Vorfall. Sobald das Grab zugeschaufelt worden war, ertönte plötzlich ein lauter Schlag, als offenbar der hölzerne Sarg barst. Der Boden klaffte auf, und die rechte Hand des Toten, mit deren Hilfe der Meineid geleistet worden war, ragte aus dem Grab in die Höhe. Zwar versuchte man, sie wieder mit Erde zu bedecken, aber sie reckte sich immer wieder empor.
Schiller schließt seinen Bericht:

„Da erkannte man das Gericht Gottes an dem Meineidigen und löste die Hand zum ewigen Andenken ab. Unverweslich, wie sie ist, wird sie wohl noch heute in der Kirche zu Eisenberg gezeigt. Der Erzähler wenigstens hat sie mit eigenen Augen gesehen.“